# Coleophora paragallivora
Coleophora paragallivora is een vlinder uit de familie kokermotten (Coleophoridae). De wetenschappelijke naam is voor het eerst geldig gepubliceerd in 2007 door Giorgio Baldizzone & Jukka Tabell.

## Type
- holotype: "female, 04.VI.1998, leg. T. & K. Nupponen, genitalia slide JT 3104"
- instituut: collectie T. & K. Nupponen, Espoo, Finland.
- typelocatie: "Russia, S-Ural, Orenburg district, Pokrovka village 20 km S, Schibendy valley"

De soort komt voor in Europa.